# سپیده‌دم (فیلم ۲۰۰۴)
«سپیده‌دم» (انگلیسی: Breaking Dawn (2004 film)) فیلمی در ژانر مرموز، مهیج، و ترسناک به کارگردانی مارک ادوین رابینسون است که در سال ۲۰۰۴ منتشر شد.

## بازیگران
- کلی اورتون
- جیمز هاون
- سارا-جین پاتس
- آستین پک
- دایان ونورا
- ادی مک‌کلرگ
- آیزاک سی سینگلتون جر
- جنت مک‌کوردی
- جو مورتون
- کاترین جوستن